# Württembergisches Psychiatriemuseum Zwiefalten/Bad Schussenried
Das Württembergische Psychiatriemuseum Zwiefalten/Bad Schussenried befindet sich an zwei Standorten in Württemberg: im ehemaligen Kloster Zwiefalten in der Münsterklinik Zwiefalten der ZfP Südwürttemberg, früher „Königlich-Württembergische Staatsirrenanstalt“ (Lage), und im ehemaligen Kloster Bad Schussenried, heute Standort Schussenried des ZfP Südwürttemberg (Lage). 
In Zwiefalten befindet sich die Ausstellung seit 2003 in der ehemaligen Pathologie der Münsterklinik Zwiefalten. Der Bau wurde 1812 – einer Friedhofskapelle nachempfunden – errichtet. Zu den Themen gehören die Sozialgeschichte des Alltags in der Psychiatrie. Im Oktober 2009 wurde in Zwiefalten ein Klinikspaziergang zu Gebäuden und Orten besonderer Ereignisse in der Kloster- und Krankenhausgeschichte entworfen. Es gibt verschiedene Wechselausstellungen, so 2016 die Ausstellung „Kettenmenschen“.